# Еволен
Еволен (фр. Evolène) — громада в Швейцарії в кантоні Вале, округ Еран.

## Географія
Громада розташована на відстані близько 95 км на південь від Берна, 17 км на південний схід від Сьйона.
Еволен має площу 209,8 км², з яких на 0,9 % дозволяється будівництво (житлове та будівництво доріг), 18,8 % використовуються в сільськогосподарських цілях, 12,3 % зайнято лісами, 68,1 % не є продуктивними (річки, льодовики або гори).

## Демографія
2019 року в громаді мешкало 1669 осіб (-0,8 % порівняно з 2010 роком), іноземців було 9,8 %. Густота населення становила 8 осіб/км².
За віковим діапазоном населення розподілялося таким чином: 15,2 % — особи молодші 20 років, 58,8 % — особи у віці 20—64 років, 26,1 % — особи у віці 65 років та старші. Було 827 помешкань (у середньому 2 особи в помешканні).
Із загальної кількості 617 працюючих 144 було зайнятих в первинному секторі, 100 — в обробній промисловості, 373 — в галузі послуг.